# Grand écureuil de Stanger
Protoxerus stangeri
Espèce
Statut de conservation UICN

 LC  : Préoccupation mineure
Le grand écureuil de Stanger (Protoxerus stangeri) est la plus grande espèce du genre Protoxerus. Elle a été découverte par le naturaliste britannique George Robert Waterhouse en 1843.

## Description
Il a l'allure d'un funisciure à pattes rousses, mais il est un peu plus grand, son museau est plus obtus et il a une queue plus touffue. La femelle à 8 mamelles. Il a le dessus de brun-jaune à brun-olive ou brun-roux ; il a le dessus de la tête en partie pointillée de blanc, ainsi que des taches jaunes derrière l'oreille. Il a le dessous nu, peau fauve. Il a des poils blancs sur le front, sur la gorge, et des côtés du cou et de la poitrine. Il a des traits blancs plus ou moins forts ou absents et séparant les flancs du ventre. Les pattes antérieures, comme le dos et les pattes postérieures, ont des anneaux noirs sur fond blanc. Les pattes antérieures, le dos, la racine de la queue et les pattes postérieures sont de la même couleur : brun-jaune à brun-roux. Les mâles, les femelles et les jeunes sont semblables, mais chez les jeunes la queue est blanche sauf la base qui a de fins anneaux et un trait noir au-dessous.

## Dimensions
- Hauteur : 24 à 36 cm (avec la queue)
- Envergure : DD, données insuffisantes
- Poids : de 540 g à 1 kg.

## Répartition
Il vit dans les ceintures forestières allant du Sierra Leone à l'Ouest du Kenya, au centre et à l'Ouest de la Tanzanie et de Fernado Po, Ouest de l'Angola.

## Habitat
Forêts (pluviales, marécageuses, galeries) avec clairières et voûte discontinue ; également près des villages s'il y a de grands arbres.

## Domaine vital
DD, données insuffisantes

## Activité
Ils sont diurnes ; pour se stimuler (jouer), ils montent des arbres et se poursuivent entre eux. Ils dorment et se reposent dans un nid fait de feuilles et de branches d'arbres. Ces nids sont placés dans une enfourche (coin haut) de l'arbre.

## Cris
Il pousse de petits cris et des grognements. Les cris sont souvent des cris secs, des cris d'inquiétude aigus et des cris d'alarme quand il se sent menacé. Souvent, quand il est menacé, il bat de la queue et pousse des cris d'alarme pour prévenir qu'un prédateur arrive.

## Sens
Il a la vue et l'ouïe excellentes, mais pas un très bon odorat.

## Prédateur
Il a comme prédateur les rapaces diurnes mais surtout l'aigle couronné. En fuite, il grimpe de côté en côté de l'arbre opposé au prédateur.

## Comportement social
Il vit généralement en groupes ou en couples.

## Reproduction
1 à 3 petits par portée (qui naissent aveugle) avec une gestation de 28 jours. Périodes de reproduction irrégulières.